# Jet ventilation
La jet ventilation est une technique d'anesthésie permettant de délivrer de l'air frais dans les voies aériennes d'un patient endormi sans intubation. Elle est utilisée dans la chirurgie de trachée, en particulier la résection-anastomose de trachée, ainsi qu'en bronchoscopie. La jet ventilation a été créée en 1967 par Douglas Sanders pour la bronchoscopie interventionnelle. Elle se fait par un cathéter fin placé dans la trachée ou le bronchoscope, et qui délivre de l'air pulsé à haute pression.